# St. Michael
St. Michael (en yupik : Taciq) est une localité d'Alaska aux États-Unis située dans la Région de recensement de Nome, Sa population était de 481 habitants en 2010.

## Situation et climat
Elle est située sur la côte est de l'île Saint Michael dans le Norton Sound, à 201 km au sud-est de Nome et à 77 km au sud-ouest d'Unalakleet.
Les températures moyennes vont de −20 °C à −9 °C en janvier, et de 4 °C à 16 °C en juillet.

## Histoire
Un comptoir fortifié appelé Redoubt St. Michael a été construit à cet endroit par la Compagnie russe d'Amérique en 1833, c'était l'établissement russe le plus au nord en Alaska. Le village indigène nommé Tachik s'élevait au nord-est. Quand les Russes quittèrent l'Alaska, en 1867, plusieurs comptoirs restèrent en place. Un camp militaire fut alors établi en 1897.

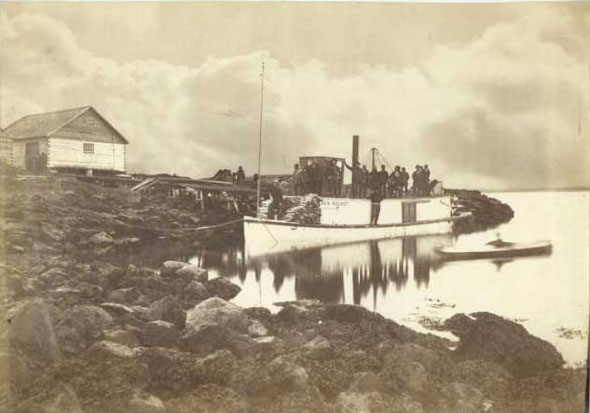
Le vapeur New Racket en partance pour rejoindre le Yukon

Pendant la ruée vers l'or, le lieu devint un poste important de commerce et de communication vers l'intérieur de l'état et le fleuve Yukon, 10 000 personnes y vivaient. St. Michael était aussi un lieu d'échange des Eskimos qui y pratiquaient le commerce. Une première épidémie de rougeole en 1900 suivie par une de grippe en 1918, décima la population. Toutefois, le village demeura un important centre de transport de marchandises jusqu'à la construction de l'Alaska Railroad.
L'économie locale est une économie de subsistance, basée sur la chasse, la pêche et la cueillette. Une partie des habitants travaille dans les instances tribales, l'école et les commerces locaux.

## Démographie
| 1880 | 1890 | 1900 | 1910 | 1920 | 1930 | 1940 | 1950 |
| ---- | ---- | ---- | ---- | ---- | ---- | ---- | ---- |
| 109  | 101  | 857  | 415  | 371  | 147  | 142  | 157  |

| 1960 | 1970 | 1980 | 1990 | 2000 | 2010 | - | - |
| ---- | ---- | ---- | ---- | ---- | ---- | - | - |
| 205  | 207  | 239  | 295  | 368  | 401  | - | - |

### Source
- Ressource relative à la géographie :   - Geographic Names Information System
- (en) CIS